# Ousmane Coulibaly
Ousmane Coulibaly (Parigi, 9 luglio 1989) è un ex calciatore francese naturalizzato maliano, di ruolo difensore.

## Carriera
L'8 gennaio 2022, durante la partita tra l'Al-Rayyan e l'Al-Wakrah, Coulibaly subisce un attacco cardiaco che lo fa crollare a terra. Il calciatore viene subito soccorso, quindi portato via con l'ambulanza.